# Pobomcoup
Pobomcoup est une baronnie fondée en 1651 et attribuée en 1653 à Philippe Mius d'Entremont et Pierre Ferrand, ainsi qu’à leurs femmes respectives « à égale
participation » par le gouverneur d'Acadie Charles de Saint-Étienne de la Tour, « enfreignant dès le départ, le
principe d’indivisibilité des fiefs de dignité ». Pierre Ferrand n'est plus mentionné ensuite dans les documents conservés. La baronnie disparait complètement en 1755 avec l'ordre de déporter les Acadiens. Elle était située à l'emplacement du village actuel de Pubnico en Nouvelle-Écosse.